# Film de cape et d'épée
 (novembre 2019).
Si vous disposez d'ouvrages ou d'articles de référence ou si vous connaissez des sites web de qualité traitant du thème abordé ici, merci de compléter l'article en donnant les références utiles à sa vérifiabilité et en les liant à la section « Notes et références ».
 Pour plus de détails, voir le corps de l'article.

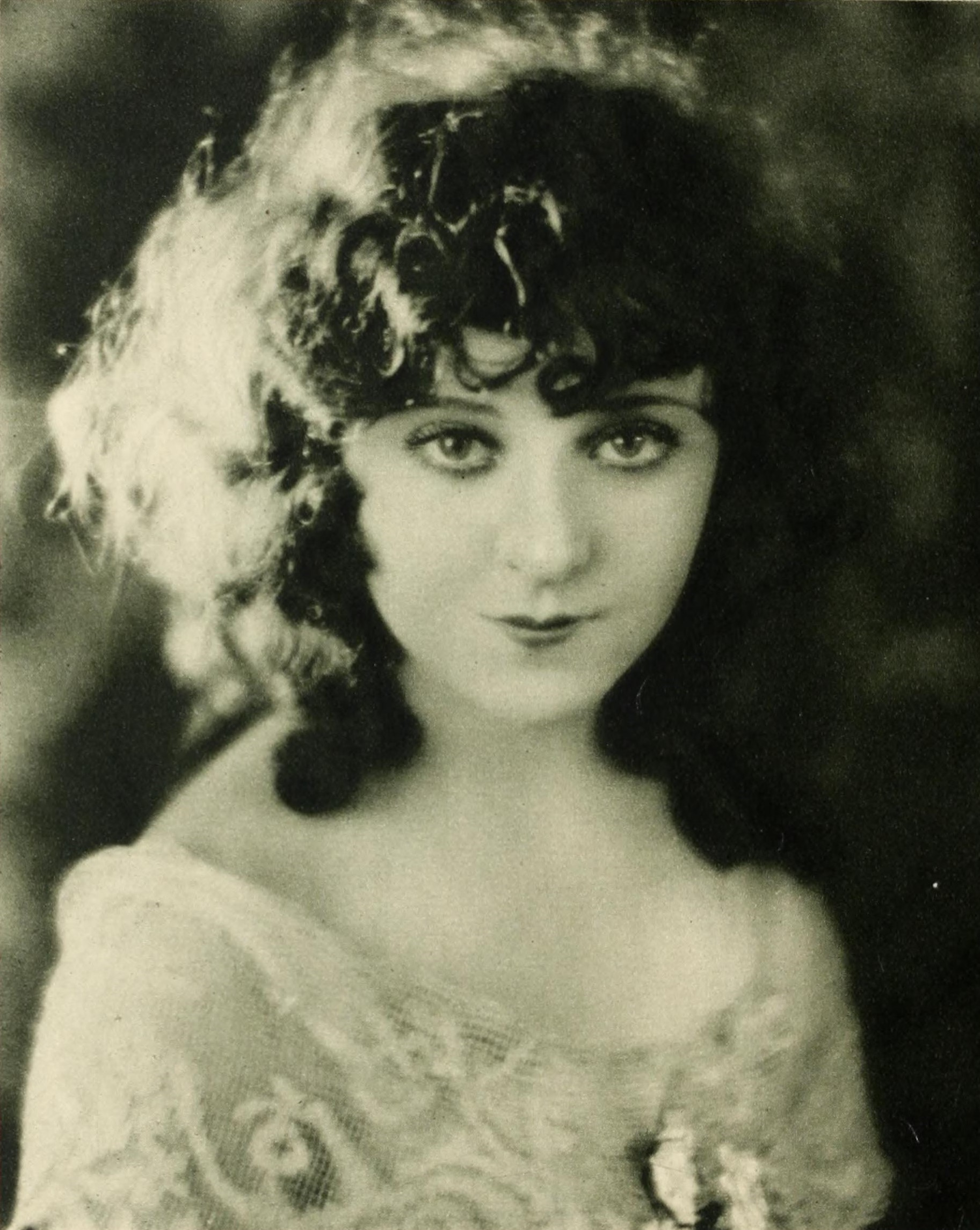
Jobyna Ralston (Constance) dans L'Étroit Mousquetaire, parodie de Max Linder (1922)

Les films de cape et d'épée constituent un genre cinématographique. Le contexte de ces films est celui des époques allant du XVe au XVIIIe siècles à la veille de la Révolution française en passant par la Renaissance, les guerres de religion, les siècles de Louis XIII et de Louis XIV. Certains sont inspirés par des œuvres littéraires du XIXe siècle d'Edmond Rostand, de Paul Féval, de Michel Zévaco et surtout d'Alexandre Dumas.
Très tôt, ce sous-genre du film historique fait l’objet de différentes adaptations.

## Origine de l'expression
En français du XVIIe siècle, la cape et l'épée étaient les symboles de la fonction ou de l'état d'une personne. « N'avoir que la cape et l'épée » se disait d'une personne sans fortune ou encore sans épaisseur ni consistance.
Au XXe siècle, un roman ou un film de cape et d'épée désigne une œuvre « qui met en scène des personnages batailleurs, généreux, chevaleresques ».

## En France
L'œuvre fondatrice, en France, dans le genre pourrait être L'Assassinat du duc de Guise avec Charles Le Bargy de la Comédie-Française en 1908.
En 1921, Henri Diamant-Berger réalise la première grande adaptation des Trois Mousquetaires (12 épisodes), avec Aimé Simon-Girard dans le rôle de d'Artagnan. Dès lors tous les classiques sont adaptés : Le Bossu, Le Capitaine Fracasse… Le cinéma puise allègrement dans la littérature.
Si le genre est peut-être traité avec moins d'éclat qu'en Amérique, il est culturellement plus proche de la réalité : les Français introduisent la pointe de paillardise qui fait défaut aux Américains[non neutre] et surtout, les réalisateurs ont à leur disposition le fond iconographique le plus riche du monde : sans trucage, ils peuvent tourner en décors naturels, dans maints châteaux historiques ou demeures authentiques. Ce genre connut en France ses plus grandes heures de gloire durant des années 1950–1960. Deux œuvres à la Libération, Le Bossu (1944) de Jean Delannoy, avec Pierre Blanchar, et Le Capitan (1946) en deux époques de Robert Vernay, amorcèrent le genre.
Mais c'est surtout Gérard Philipe qui a ouvert la voie avec sa célèbre incarnation de Fanfan la Tulipe en 1952 de Christian-Jaque. C'est ensuite Georges Marchal qui prit du panache avec Les Trois Mousquetaires d'André Hunebelle (1953), Le Vicomte de Bragelonne de Fernando Cerchio (1954), Les Aventures de Gil Blas de Santillane de René Jolivet et Ricardo Muñoz Suay (1956).
Il céda la place, dès 1957, à Jean Marais qui fut le héros de La Tour, prends garde ! de Georges Lampin et enchaîna avec Le Bossu et Le Capitan en 1960, Le Capitaine Fracasse et Le Miracle des loups en 1961, Le Masque de fer en 1962. Puis c'est Gérard Barray qui, apparaissant dans un second rôle auprès de Jean Marais dans Le Capitaine Fracasse, prit la relève, principalement dans des réalisations de Bernard Borderie : Les Trois Mousquetaires (en deux époques, 1961), Le Chevalier de Pardaillan (1962) et Hardi ! Pardaillan (1964). Barray fut aussi le Scaramouche d'Antonio Isasi-Isasmendi en 1963. Claude Carliez est alors le maître d'armes d'une majorité de ces films.
Dans le genre, on trouve également des déclinaisons humoristiques comme Cadet Rousselle d'André Hunebelle (avec François Périer et Bourvil, 1954) ou historiques comme Cartouche de Philippe de Broca et Mandrin, bandit gentilhomme de Jean-Paul Le Chanois en 1962. Sans oublier la saga sentimentale d'Angélique, Marquise des anges de Bernard Borderie avec Michèle Mercier (5 films entre 1964 et 1968).
À la fin des années 1960, l'un des plus grands succès est Mon oncle Benjamin (1969), dans lequel Claude Jade fait fondre Jacques Brel. Plus récemment, c'est en France que le genre trouva un nouveau souffle grâce aux deux adaptations réalisées avec succès par Jean-Paul Rappeneau (qu'il avait déjà brillamment abordé en 1971 avec Les Mariés de l'an II) : Cyrano de Bergerac avec Gérard Depardieu (1990) et Le Hussard sur le toit avec Olivier Martinez (1995). Philippe de Broca tourna un remake du Bossu avec Daniel Auteuil et Fabrice Luchini (1997). Une version féminine, La Fille de d'Artagnan avec Sophie Marceau, réalisée par Bertrand Tavernier en 1994, renforça ce nouvel élan. Il ne faudrait pas non plus passer sous silence la version plus moderne de Fanfan la Tulipe, réalisée par Gérard Krawczyk (2003), où Vincent Perez interprète un brillant héros du genre, doué des qualités duellistes les plus marquantes.
En revanche, quelques tentatives comiques s'apparentant vaguement au genre n'attirèrent pas beaucoup de public et semblèrent même signifier un coup d'arrêt au retour du film de cape et d'épée inauguré dans les années 1990 : Le Libertin de Gabriel Aghion (2000), Blanche de Bernie Bonvoisin (2002) ou Les Aventures de Philibert, capitaine puceau de Sylvain Fusée (2011).
On ne saurait non plus oublier les séries télévisées : Thierry la Fronde (1963), Le Chevalier Tempête (1967), Lagardère (1967), Thibaud ou les Croisades (1968), D'Artagnan (1969), Quentin Durward (1971), La dame de Monsoreau (1971), Mandrin (1972), La Révolte des haïdouks (1972), La Juive du Château Trompette (1974), D'Artagnan amoureux (1977), Gaston Phébus (1978), Le Chevalier de Pardaillan de Josée Dayan (1988).
Le genre retrouve un élan d'intérêt, probablement à la suite du succès de la série anglaise de la BBC, avec le diptyque de Martin Bourboulon, D'Artagnan en 2023 et Milady en 2024 ainsi qu'avec Le Comte de Monte-Cristo d'Alexandre de La Patellière et Matthieu Delaporte la même année. Houda Benyamina propose au début d'année 2025 une version au féminin des Trois Mousquetaires, Toutes pour une.

## AuxÉtats-Unis
Dans le cinéma anglo-saxon, on trouve trois grands cycles de films de cape et d'épée :
- la période 1920–1929 de Douglas Fairbanks : Le Signe de Zorro, Les Trois Mousquetaires, Robin des Bois, etc.
- la période 1935–1941 d'Errol Flynn : Capitaine Blood, Les Aventures de Robin des Bois, etc.
- les années 1950 avec Ivanhoé, Le Vagabond des mers, etc.

Dans le registre cocasse, il faut citer L'Étroit Mousquetaire du français Max Linder (1922). Il faut également mentionner, un peu plus tard, le flamboyant diptyque de George Sidney : Les Trois Mousquetaires en 1948 et Scaramouche en 1952.
Dans les années 1970, Richard Lester marqua un retour fougueux au genre : Les Trois Mousquetaires en 1973 et On l'appelait Milady en 1974. En 1988 le même réalisateur adapta, Vingt ans après dans Le Retour des Mousquetaires
L'une des dernières réalisations anglo-saxonnes du genre est L’Homme au masque de fer de Randall Wallace, avec Leonardo DiCaprio en 1998.

## Quelques films de cape et d'épée
- Voir les films dans la catégorie : Film de cape et d'épée
- Sélection partielle : 
  - Scaramouche avec Stewart Granger (1952)
  - Fanfan la Tulipe (1952)
  - Les Trois Mousquetaires (1953)
  - La Tour, prends garde ! (1957)
  - Le Bossu (1959)
  - Le Capitan (1960)
  - Le Capitaine Fracasse (1961)
  - Le Miracle des loups (1961)
  - Le Masque de fer (1962)
  - Cartouche (1962)
  - Mon oncle Benjamin (1969)
  - Les Mariés de l'an II (1971)
  - Zorro (1975)
  - La Fille de d'Artagnan (1994)
  - Le Hussard sur le toit (1995)
  - Le pacte des loups (2001)
  - Les Trois Mousquetaires (diptyque, 2023)
  - Une affaire d'honneur (2023)
  - Le Comte de Monte-Cristo (2024)
  - Toutes pour une (2025)